# Operatie Gneisenau
Het Gneisenau-offensief of de Slag aan de Matz (9-13 juni 1918) was de vierde reeks aanvallen tijdens het Lenteoffensief. Generaal Erich Ludendorff was van plan om op de verste punten in zijn frontlijn aan te vallen: bij de Aisne, Amiens en de Marne om een laatste doorbraak te forceren om de overwinning te bereiken. Het OHL begon langzaam maar zeker weg te schuiven van de realiteit: na vier grote offensieven, waarbij hun soldaten telkens tientallen kilometers oprukten (Michael: 65 kilometer, Georgette: 30 kilometer en Blücher-Yorck: 50 kilometer) waren de Duitse soldaten helemaal uitgeput. Ook het feit dat er, ondanks de grote voortgang tijdens deze offensieven, geen eindoverwinning behaald was, was niet bepaald stimulerend voor het gemiddelde moreel van de gewone soldaat. Toch liet Ludendorff de aanval doorgaan.
Generaal von Hutier van het 18de Duitse Leger moest op 9 juni aanvallen langs de rivier de Matz, een zijrivier van de Oise in de richting van Noyon en Montdidier om de twee saillanten, ontstaan bij de offensieven Michael en Blücher-Yorck met elkaar te verbinden om zo het front korter te maken. Maar het Franse Derde Leger tegenover hem, onder  leiding van generaal Humbert, werd door de zeer gedetailleerde informatie van Duitse deserteurs tijdig gewaarschuwd voor de op handen zijnde aanval en organiseerde dan ook zijn verdediging, en de Duitsers kregen dan ook net voor hun aanval zelf een bombardement op zich. Dit kon echter niet voorkomen dat Duitse troepen op de eerste dag van de aanval 8 km oprukten. Op 9 juni nam von Hutier Ressons-sur-Matz in, de volgende dag Ribécourt en de Fransen waren gedwongen zich terug te trekken achter de beter verdedigbare rivieren de Oise en de Matz. De Franse linkerflank kon echter goed standhouden en weerde de Duitsers uit Courcelles.
Op 11 juni lanceerde de Franse generaal Mangin vanuit Mery een tegenaanval met drie Franse divisies en twee Amerikaanse divisies. Op 12 juni vielen ze het Duitse 18de Leger aan, decimeren drie Duitse divisies, waardoor de Duitsers twee kostbare reservedivisies aldaar moesten inzetten, ze namen 1000 soldaten gevangen en hun vijanden verloren 16 kanonnen en dwongen Ludendorff zijn offensief te beëindigen.
Luik · Halen · Grenzen · 1ste Marne · Antwerpen · Race naar de Zee · 1ste Ieper · Neuve-Chapelle · 2de Ieper · 2de Artesië · Heuvel 62 · 3de Artesië · Loos · Verdun · Hulluch · Mount Sorrel (Zillebeke) · Somme · Arras · Vimy · 2de Aisne (Nivelle-Offensief) · Mesen · 3de Ieper (Passendale) · Cambrai · Lenteoffensief (Michael · Blücher-Yorck · Gneisenau · Georgette — 4de Ieper · 2de Marne — Rheims-Marneschutz) · Belleaubos · Château-Thierry · Hamel · Honderddagenoffensief